# Port Saint Charles

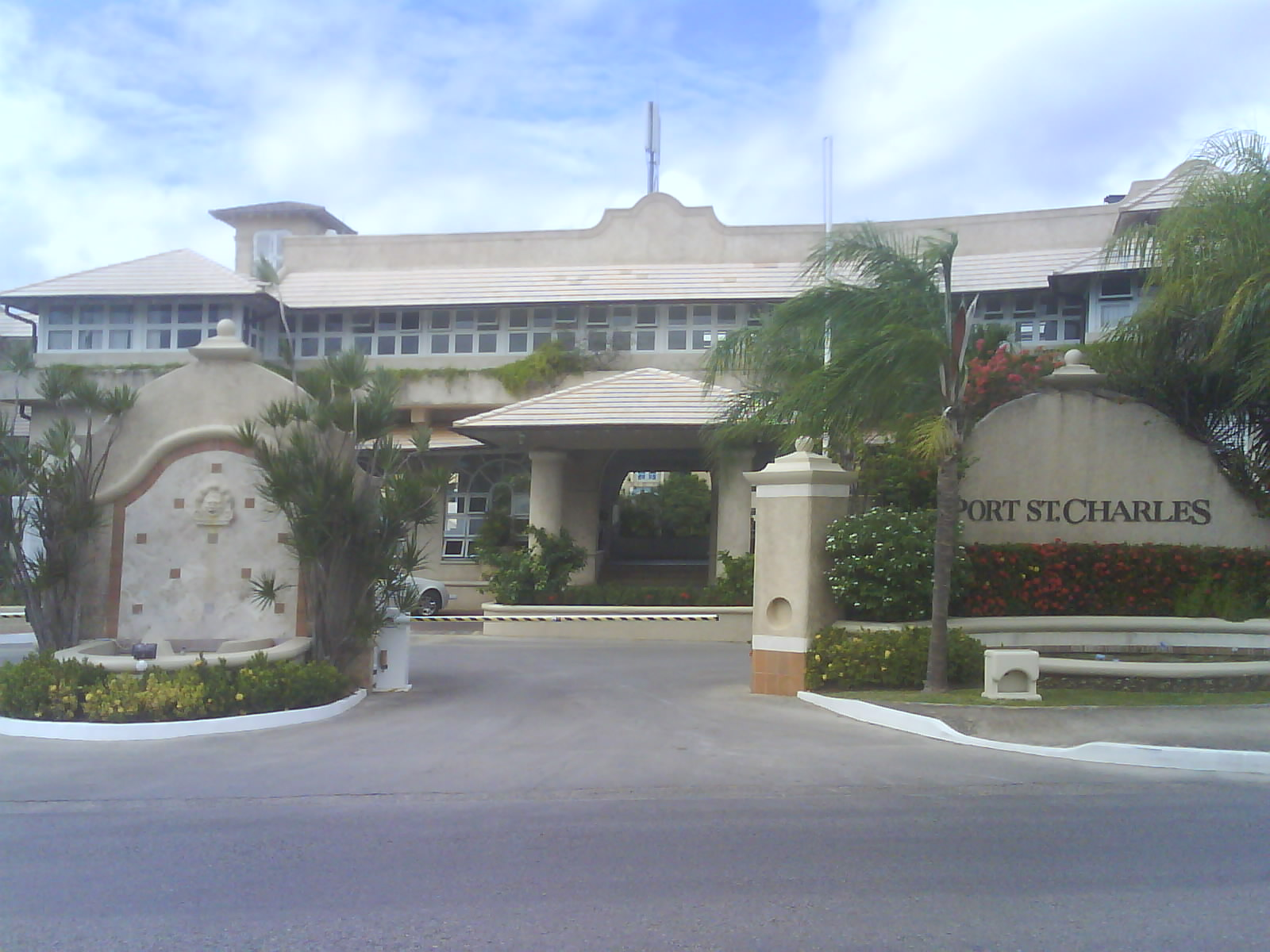
Brama Port Saint Charles Marina

Port Saint Charles – luksusowa i ekskluzywna marina usytuowana na zachodnim wybrzeżu Barbadosu. Znajduje się niedaleko Speightstown w Six Mens Bay w parafii Saint Peter. Jej zabudowa to luksusowe apartamenty i domki wypoczynkowe. Marina leży nad małą wewnątrzlądową laguną służącą jako przystań, żeby rezydenci mieli blisko do swoich jachtów, kiedy są na wakacjach.
W marinie znajdują się: oddział celny, biuro kontroli paszportowej i oddział Straży Przybrzeżnej. Jest klasyfikowany jako jeden z dwóch portów na Barbadosie. Drugim jest Deep Water Harbour w Bridgetown – stolicy Barbadosu. Na terenie mariny znajdują się także: lądowisko dla helikopterów i salon spa.
Laguna jest terenem objętym ochroną i jest dostępna tylko dla rezydentów mariny i pracowników.
Zabudowaniami na terenie mariny zarządza firma Port St. Charles Development Ltd.